# アナ部屋〜メイクルームの扉を開けたら〜
『アナ部屋〜メイクルームの扉を開けたら〜』（アナべや メイクルームのとびらをあけたら）は、2016年9月13日から2019年3月26日まで長崎文化放送で放送されていたトークバラエティ番組である。
番組タイトルの表記には揺れがあり、長崎文化放送公式サイト内でも『アナ部屋〜メイクルームの扉を開けたら…』『アナ部屋』『アナ部屋〜メイクルームの扉を開けたら〜』といくつもの表記が混在していた。

## 放送時間
いずれも日本標準時。
- 火曜 23:10 - 23:15（2016年9月13日 - 2018年9月25日）
- 火曜 23:15 - 23:20（2018年10月2日 - 2019年3月26日）

## 出演者
いずれも長崎文化放送アナウンサー（後に離職した人物も含む）。
- 宮﨑真実
- 佐藤綾子
- 久長美奈子
- 藤坂奈央